# Felipe Angulo
Felipe Angulo Bustillo (San Juan Nepomuceno, Bolívar, 24 de abril de 1854-Bogotá, 24 de marzo de 1912) fue un político, diplomático y abogado colombiano, miembro del Partido Conservador Colombiano.
Angulo destacó como miembro de varios gobiernos, siendo secretario de gobierno (1884), varias veces secretario de hacienda (1884, 1884-1885, 1886), ministro de guerra (1886, 1886-1888), ministro del tesoro (1886-1888) y canciller (1887). También fue embajador de su país ante el Reino Unido, para las presidencias de Carlos Holguín y Miguel Antonio Caro.

## Biografía
Nació en San Juan Nepomuceno, en la entonces República de la Nueva Granada, en abril de 1854, hijo de Luis José Angulo González y Concepción Bustillo Barrios; también era hermano del político Leopoldo Angulo Bustillo. Tras realizar sus estudios primarios y secundarios en su pueblo natal, viaja a Bogotá en 1868 para estudiar literatura en el Colegio de San Bartolomé y jurisprudencia en la Universidad Nacional; obteniendo ambos títulos en 1873.

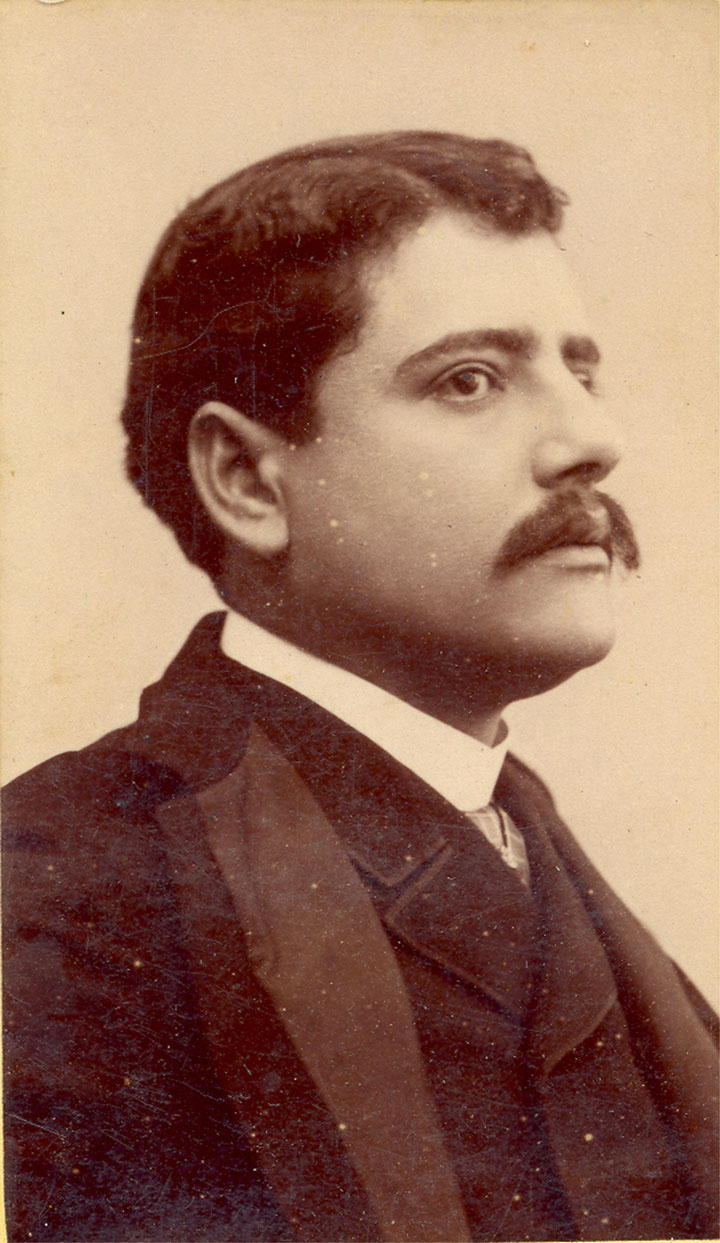
Fotografía de Angulo.

En 1874 es elegido diputado de la Asamblea de Bolívar y dos años después es nombrado procurador estatal. En 1878 el presidente del Estado, Rafael Núñez lo designa secretario general del Estado Soberano de Bolívar. En 1879 es elegido suplente de la Cámara de Representantes y al año siguiente, como Representante principal pasa a presidir la corporación.
Entre 1882 y 1884 ejerció como Cónsul de Colombia en Liverpool, regresando tras ser designado como Secretario (Ministro) de Hacienda por el Presidente interino Ezequiel Hurtado, destacándose por el impulso que dio a las importaciones aumentando los plazos de pago de aduanas. En 1885, Rafael Núñez lo designa Secretario de Guerra, afrontando la guerra civil que se desata durante este año; ejerció el cargo por dos años, hasta que en 1887 asume la Secretaría de Relaciones Exteriores. Entre 1888 y 1894 ejerce como Ministro plenipotenciario de Colombia ante el Reino Unido y posteriormente decide radicarse en el exterior.
En 1904 regresa a Colombia y se convierte en opositor del gobierno de Rafael Reyes. En 1910 es elegido Senador y comienza a preparar su candidatura a la Presidencia, labores en las que se encontraba al ocurrir su fallecimiento.